# Felipe Brito
Felipe Andrés Brito Aguilera (Viña del Mar, Chile, 25 de agosto de 1996) es un futbolista chileno que juega como delantero  y actualmente es Agente Libre.

## Trayectoria
Como juvenil, tuvo pasos por las divisiones inferiores de Audax Italiano y Universidad de Chile, club al que se unió en octubre de 2012. Como jugador del equipo universitario, no logró debutar profesionalmente, siendo cedido a San Marcos de Arica y Deportes La Serena, ambos de la Primera B chilena.
Luego de pasos por Deportes Vallenar y Trasandino en su país natal, en septiembre de 2022 se trasladó a Bosnia y Herzegovina, para fichar por NK Odžak 102, en lo que sería su primera experiencia en el extranjero.
En diciembre de 2022, es anunciado como nuevo jugador del Luis Ángel Firpo de la Primera División de El Salvador, junto a su compatriota Sebastián Julio.

## Clubes
| Club                           | País                 | Año       |
| ------------------------------ | -------------------- | --------- |
| Universidad de Chile           | Chile                | 2016-2018 |
| → San Marcos de Arica (cedido) | Chile                | 2016-2017 |
| → Deportes La Serena (cedido)  | Chile                | 2017-2018 |
| Deportes Vallenar              | Chile                | 2019      |
| Trasandino                     | Chile                | 2021      |
| NK Odžak 102                   | Bosnia y Herzegovina | 2022      |
| Luis Ángel Firpo               | El Salvador          | 2023      |